# Gestor de contrasenyes

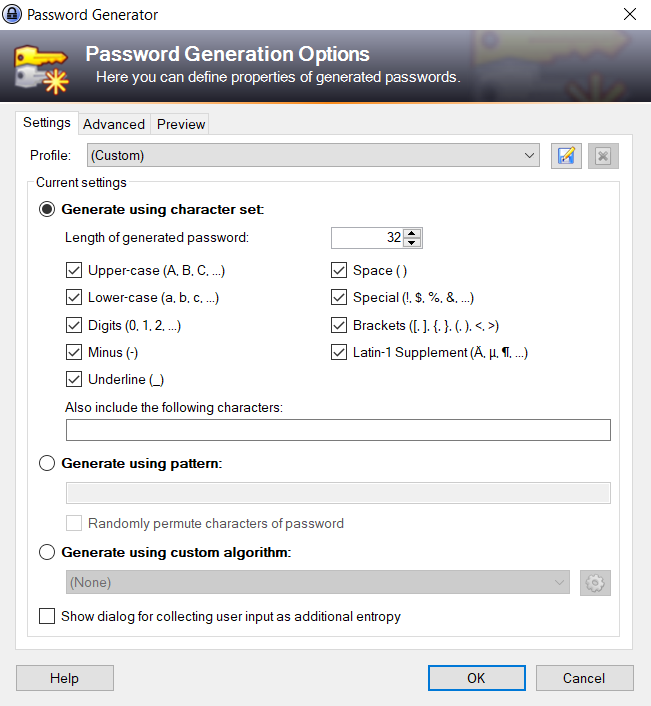
Generació automàtica de contrasenyes, a KeePass

Un gestor de contrasenyes o administrador de contrasenyes és un programa de còmput que es fa servir per a emmagatzemar una gran quantitat de parelles usuari/contrasenya. La base de dades on es guarda aquesta informació està xifrada mitjançant una única clau (contrasenya mestra), de manera que l'usuari només hagi de memoritzar una clau per a accedir a totes les altres. Això facilita l'administració de contrasenyes i fomenta que els usuaris triïn claus complexes sense por al fet que no podran recordar-les posteriorment.

## Generació de contrasenyes
Sovint els gestors de contrasenyes ofereixen l'opció de generar una contrasenya automàticament, la qual cosa contribueix a evitar que s'utilitzi la mateixa clau per a accedir a diferents recursos, una pràctica molt poc recomanable però molt estesa, especialment per a accedir a pàgines web que requereixen que l'usuari es registri. Així mateix, si l'usuari opta per triar la seva pròpia contrasenya, aquests programes acostumen a indicar el nivell de fortalesa de la paraula triada. Evidentment, és imprescindible que la contrasenya mestra sigui prou complexa perquè sigui difícil de desactivar. Si algú aconseguís endevinar la contrasenya mestra i accedir a la BBDD del programa, per exemple mitjançant un atac de diccionari, automàticament guanyaria accés a totes les claus.

## Implementació
La majoria dels navegadors d'Internet actuals, com ara Firefox o Internet Explorer, porten incorporat un gestor de contrasenyes en forma de connector que pot protegir-se mitjançant una contrasenya mestra, no obstant això aquest manera d'emmagatzemar credencials ha demostrat ser insegura. D'aquesta manera, quan es visita una pàgina web que requereix autenticació, el navegador escriu automàticament l'usuari i la clau en els camps corresponents, sense necessitat que hi intervingui l'usuari.
També existeixen aplicacions independents de navegador, com per exemple KeePass (codi obert) o complements de navegadors com LastPass Password Manager (amb versió gratuïta), que tenen la mateixa comesa i sovint són més segures. Una opció especialment convenient consisteix a instal·lar el programa en una memòria USB per a portar-lo amb un mateix. Això només és possible si el gestor de contrasenyes triat disposa d'una versió portàtil. També és convenient tenir l'arxiu on s'emmagatzemen les contrasenyes en un servei d'allotjament d'arxius al núvol, ja sigui com a suport en cas de pèrdua o esborrat accidental, com per tenir-lo disponible des d'altres dispositius que també disposin de connexió a Internet.
Una manera alternativa de gestionar les contrasenyes consisteix a emmagatzemar-les en pàgines web que ofereixin aquest tipus de serveis. D'aquesta manera, és possible tenir-hi accés des de qualsevol lloc amb connexió a Internet. En aquest cas, la seguretat de les claus dependrà fonamentalment del nivell de confiança que s'atorgui a qui ofereix el servei.

## Seguretat
La seguretat del gestor de contrasenyes depèn de diversos paràmetres:
- La robustesa de la clau mestra triada
- La seguretat de l'algorisme de xifrat utilitzat
- La qualitat del codi font de l'aplicació
- La manera d'emmagatzemar la clau quan l'usuari la sol·licita
- L'existència de virus o un altre tipus de malware en l'ordinador. La solidesa de la clau mestra i del gestor de contrasenyes serveixen de poc si es té instal·lat un enregistrador de teclat.

Cal tenir en compte que alguns gestors de contrasenyes emmagatzemen la contrasenya en text clar en la memòria de l'ordinador, de manera que existeix la possibilitat que aquesta sigui robada per un programa paràsit, com per exemple un troià.

## Pesca
Els gestors de contrasenyes també són útils com a mesura de defensa contra la suplantació d'identitat, ja que, a diferència d'un ésser humà, una màquina no s'equivoca en distingir entre dues pàgines semblants però amb diferent domini, amb la qual cosa es garanteix que la contrasenya s'introduirà únicament en una pàgina legítima.

## Alternatives
Una de les alternatives a l'ús de gestors de contrasenyes és l'OpenID.

## Llista de gestors de contrasenyes
Algunes aplicacions són les següents:
| Nom del Programari | Tipus de llicència    |
| ------------------ | --------------------- |
| 1Password          | Programari propietari |
| Bitwarden          | Codi obert            |
| Dashlane           | Programari propietari |
| Firefox Lockwise   | Codi obert            |
| Keeper             | Programari propietari |
| KeePass            | Codi obert            |
| PassPack           | Programari propietari |
| Password Safe      | Codi obert            |
| Pitbull Keyholder  | Programari propietari |
| RoboForm           | Programari propietari |
| SplashID           | Programari propietari |